# جولای اوسامبارا
جولای اوسامبارا (نام علمی: Ploceus nicolli) نام یک گونه از سرده جولاها است. این گونه در نواحی جنگل‌های مرطوب و کوهستانی گرمسیری زندگی می‌کند. نابودی زیستگاه این گونه را در گروه گونه در خطر انقراض قرار داده‌است.